# Podwodny spawacz
Podwodny spawacz (tytuł oryginału ang.: The Underwater Welder) – powieść graficzna autorstwa kanadyjskiego rysownika i scenarzysty komiksowego Jeffa Lemire'a, opublikowana przez amerykańskie wydawnictwo Top Shelf Productions w 2012. Po polsku ukazała się w 2019 nakładem wydawnictwa KBOOM.

## Fabuła
Główny bohater, Jack Joseph, jest pracownikiem platformy wiertniczej, na której jako nurek wykonuje podwodne naprawy. Pozostawił na lądzie żonę w ciąży, a zbliżające się narodziny wywołują w nim lęk, ucieka więc przed presją ojcostwa, nurkując coraz głębiej. Podczas jednego z zanurzeń Jack na dnie morza doświadcza nadprzyrodzonego zjawiska, które styka go z duchem jego własnego ojca. Poprzez to spotkanie Jack staje wobec refleksji na temat relacji między ojcem a synem oraz pamięcią a rzeczywistością.

## Odbiór
Podwodny spawacz otrzymał pozytywne i umiarkowanie pozytywne recenzje, a przez niektóre strony internetowe został w 2012 zaliczony do grona najlepszych 10 komiksów roku.